# Солотча
Соло́тча — район-эксклав Рязани, соединённый с правобережной частью города одноимённым шоссе. Расположен на высоком песчаном берегу лесной реки Солотча и окской Старицы, окружённый хвойными Мещёрскими лесами.
Солодча вероятно, была основана великим князем Олегом Ивановичем Рязанским в 1390 году в качестве мужского монастыря, охранявшего северо-восточные границы столицы Рязанского княжества — Переяславля. Постепенно, вокруг крепости появилось поселение, расширившееся со временем. Рядом располагалась женская обитель, основанная княгиней Аграфеной — Аграфенина пустынь. В расположенном неподалёку селе Ласково, по преданию родилась Феврония — супруга муромского князя Петра.
Через Солодчу из Рязани во Владимир вёл древний Владимирский тракт. В 1897 году по нему прошла линия Рязанско-Владимирской узкоколейной железной дороги. В 1930-х годах здесь, в доме художника-гравёра Ивана Пожалостина жили и работали советские писатели Константин Паустовский и Аркадий Гайдар, неоднократно гулявшие по мещёрским лесам.
С 1778 году село входило в состав Рязанского уезда Рязанской губернии, затем оно относилось к Северо-Рязанскому району. Позднее, в 1939—1959 Солодча являлась административным центром одноимённого района. В 1958 году Солотча получила статус курортного посёлка — здесь начали открываться многочисленные дома отдыха, санатории, спортивные базы и детские лагеря. В 1962 году через Солотчу построена трасса Большого рязанского кольца, а в 1974 году посёлок с Рязанью был соединён одноимённым шоссе, которое прошло через Окский высоководный мост.
В 1994 году Солотча вошла в состав Советского округа города Рязани. С 2025 года является самостоятельным городским районом. Население (2013): 2 544 чел.

## География
Расположен в 11,5 км от левобережной части Рязани при въезде в Мещёру на берегу старицы Оки. Рядом с территорией района в старицу впадает одноимённая река Солотча.

## Происхождение названия
По-видимому, топоним происходит от севернорусского слова «солоть» — вязкое болото, солоть и солод одного корня (по В.Далю)
.

## История
Село Солодча выросло вокруг мужского Солотчинского Рождества Богородицы монастыря, основанного в 1390 году рязанским великим князем Олегом Ивановичем — по преданию, на месте встречи князя и его супруги с двумя отшельниками, Василием и Евфимией. Разговор с отшельниками глубоко запал в душу князя; заложив монастырь, он принял постриг и последние 12 лет правил, будучи князем-монахом. При этом он подолгу жил в монастыре, на территории которого он и был в 1402 году похоронен. Кроме того, с XIV века по 1682 год в Солотче действовал женский Зачатьевский (Зачатейский) монастырь, на месте которого расположен ныне храм Казанской иконы Божией Матери. Он был основан супругой великого князя Олега Ивановича Ефросиньей. Княгиня Софья Дмитриевна, жена преемника князя Олега Фёдора Ольговича, передала монастырю земельные угодья. Так же поступила сестра Ивана III Анна, вдова брата Федора Ольговича Василия. На 1629 год в монастыре проживало 6 монахинь. Из-за ежегодных наводнений, от которых находившийся на отлогом берегу реки монастырь постоянно страдал и в 1682 году его решено было упразднить, а насельниц — перевести в Аграфенину пустынь. В конце XIX века на колокольне Казанской церкви все ещё использовался колокол из упразднённого монастыря.
После 1917 года мужской монастырь также был закрыт; позже на его территории размещалась колония для малолетних преступников (в 1993 году Солотчинский монастырь был возрождён — но уже как женский). В 1937 году был также репрессирован местный священник Фёдор Яковлевич Орлин, проводивший службы, несмотря на запреты властей.
В 1939—1959 годах село было административным центром Солотчинского района Рязанской области.
В 1954 году решением Рязанского облисполкома село Солотча было отнесено к категории дачных посёлков. В 1958 году дачный посёлок Солотча был преобразован в курортный посёлок; тем самым из поселения сельского типа он перешёл в категорию посёлков городского типа.
Постановлением Главы администрации Рязанской области № 128 от 3 марта 1994 года «Об утверждении административных границ города Рязани и Солотчинского округа» Солотчинский курортный посёлок был включён в административные границы города Рязани. Постановлением Губернатора Рязанской области № 799-III от 22 сентября 2004 года курортный посёлок Солотча был исключён из учётных данных административно-территориального устройства Рязанской области и преобразован в городской микрорайон Рязани.

## Население
| 1859 | 1897 | 1906 | 2002 |
| ---- | ---- | ---- | ---- |
| 1235 | 1707 | 2131 | 2544 |

## Достопримечательности

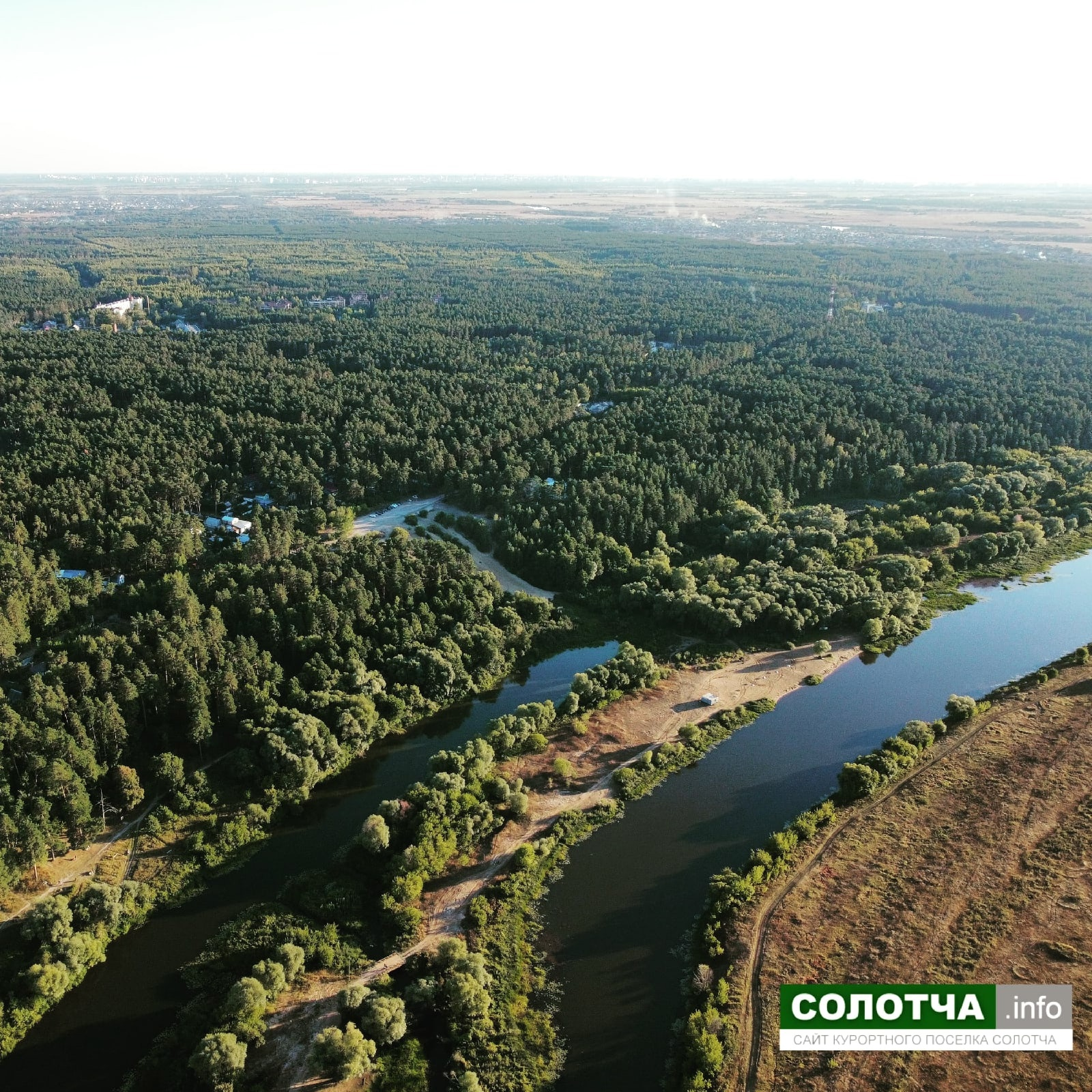
Вид на Лысую гору и реку Старица с высоты птичьего полёта

### Дом И. П. Пожалостина
В Солотче немало старых деревянных домов с резными крыльцами и цветными витражами. На одной из улиц стоит дом, принадлежавший в конце XIX века известному художнику-гравёру академику И. П. Пожалостину. В этом доме в разное время жили, работали и бывали В. В. Вересаев, К. Г. Паустовский, А. П. Гайдар, А. А. Фадеев, К. М. Симонов, В. С. Гроссман, Ф. И. Панфёров, А. И. Солженицын, В. Т. Шаламов и другие. В 1992 году в нём был открыт Дом-музей И. П. Пожалостина в качестве отдела Рязанского государственного областного художественного музея им. И. П. Пожалостина.

### Храм Иоанна Предтечи
Выдающимся архитектурным памятником на территории района является храм Иоанна Предтечи над Святыми воротами Солотчинского Рождества Богородицы монастыря, построенный в 1696—1698 предположительно известным русским зодчим Я. Г. Бухвостовым.

### Узкоколейная железная дорога
Через территорию района проходила воспетая К. Г. Паустовским Рязанско-Владимирская узкоколейная железная дорога. Здесь находилась станция Солодча, сохранившая своё древнее написание через «д».

### Солотчинская Старица
На территории района располагается особо охраняемая природная территория — памятник природы регионального значения «Солотчинская Старица».

### Памятник Николаю Чудотворцу
В 2000 году в ознаменование Международного фестиваля дружбы и веротерпимости правительство Москвы подарило турецкому городу Демре (бывшие Миры Ликийские) статую Николая Чудотворца, работы скульптора Григория Потоцкого. Памятник был установлен на городской площади, возле развалин древнего храма, где некогда проводил богослужения святитель и чудотворец. Однако скульптура православного святого пришлась не по нраву туркам-мусульманам, и в феврале 2005 года памятник был демонтирован.
Автор памятника Николаю Чудотворцу согласился воссоздать его на Рязанской земле. Авторские права скульптора были соблюдены: от памятника, установленного в Турции, а затем свергнутого, осталось композиционное решение — святой возвышается на земном шаре, установленном на постамент. Статую изваяла рязанский художник и скульптор Раиса Лысенина. Новый памятник Николаю Мирликийскому Чудотворцу установлен в Солотче у Казанской церкви и освящён 22 мая 2006 года.

## Фотогалерея

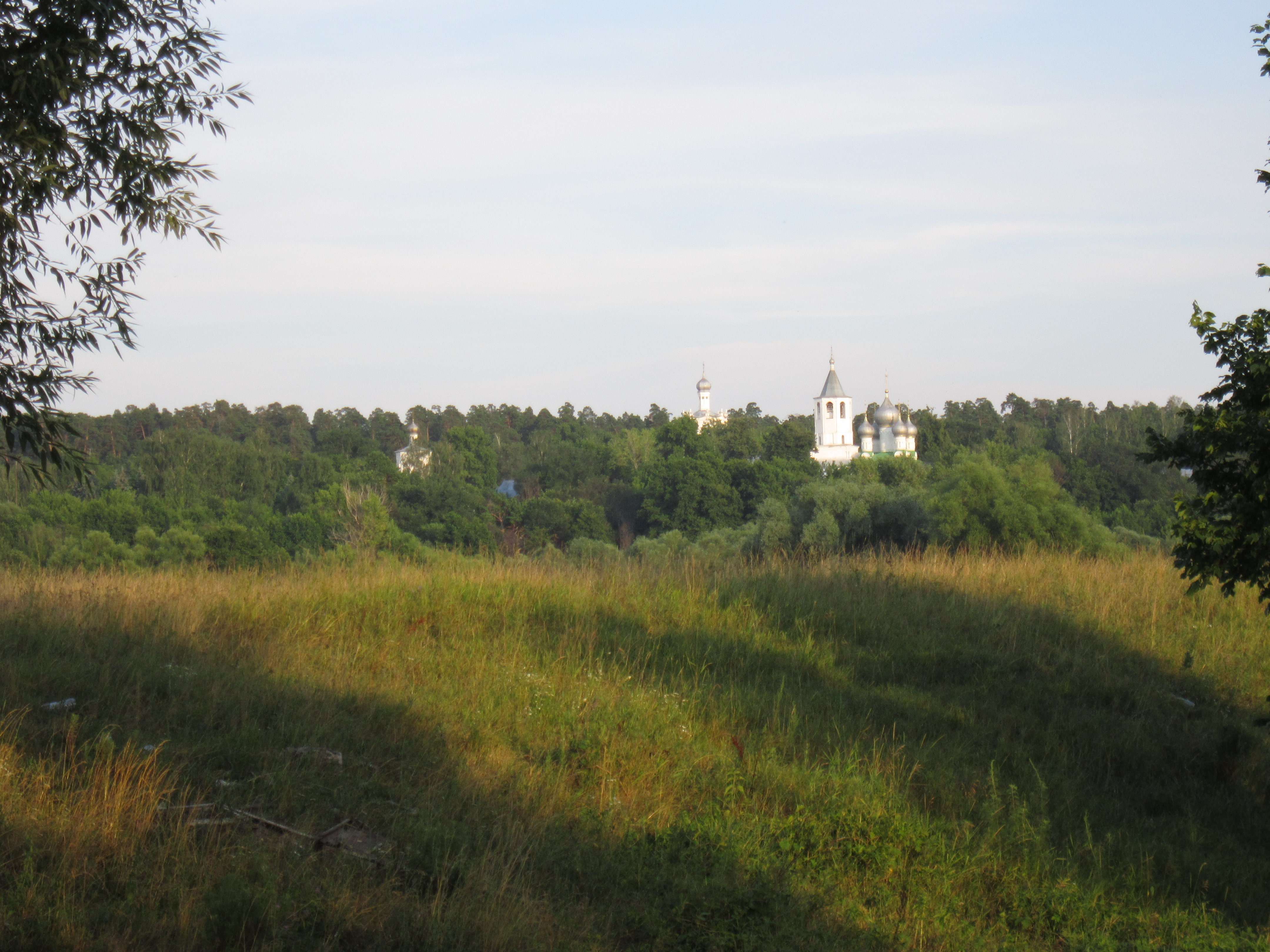
Панорама Солотчинского монастыря
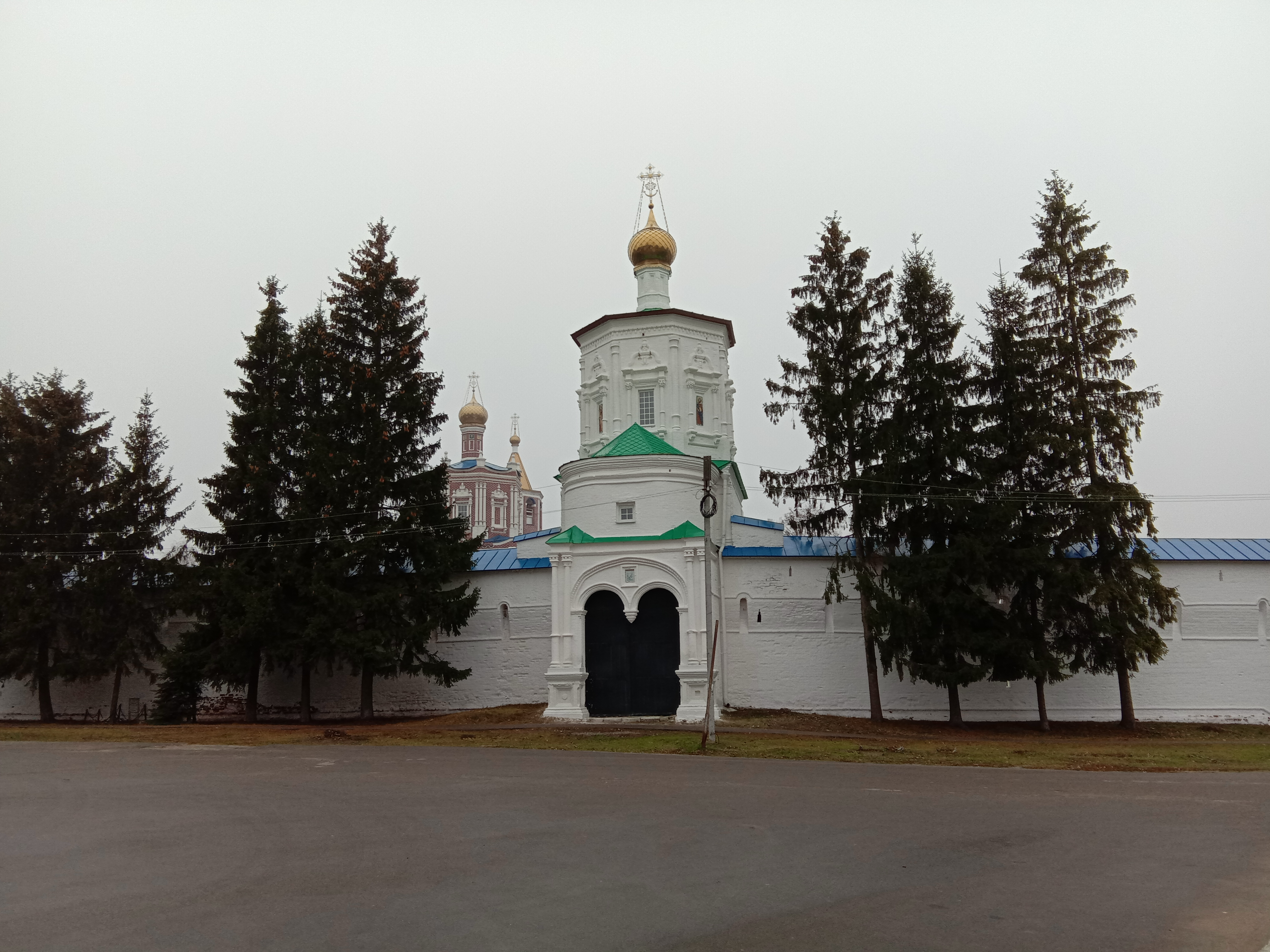
Надвратная церковь
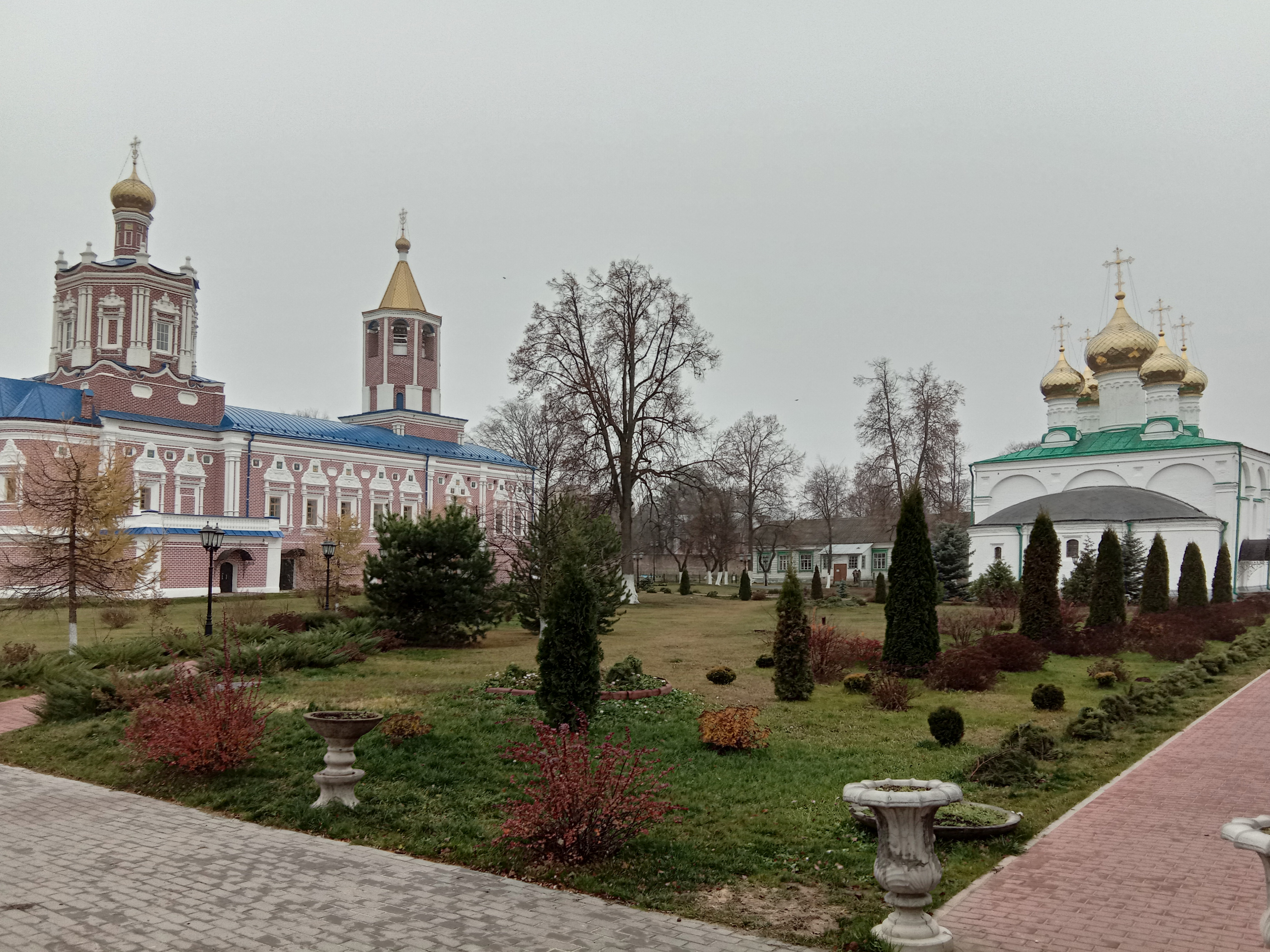
Два храма
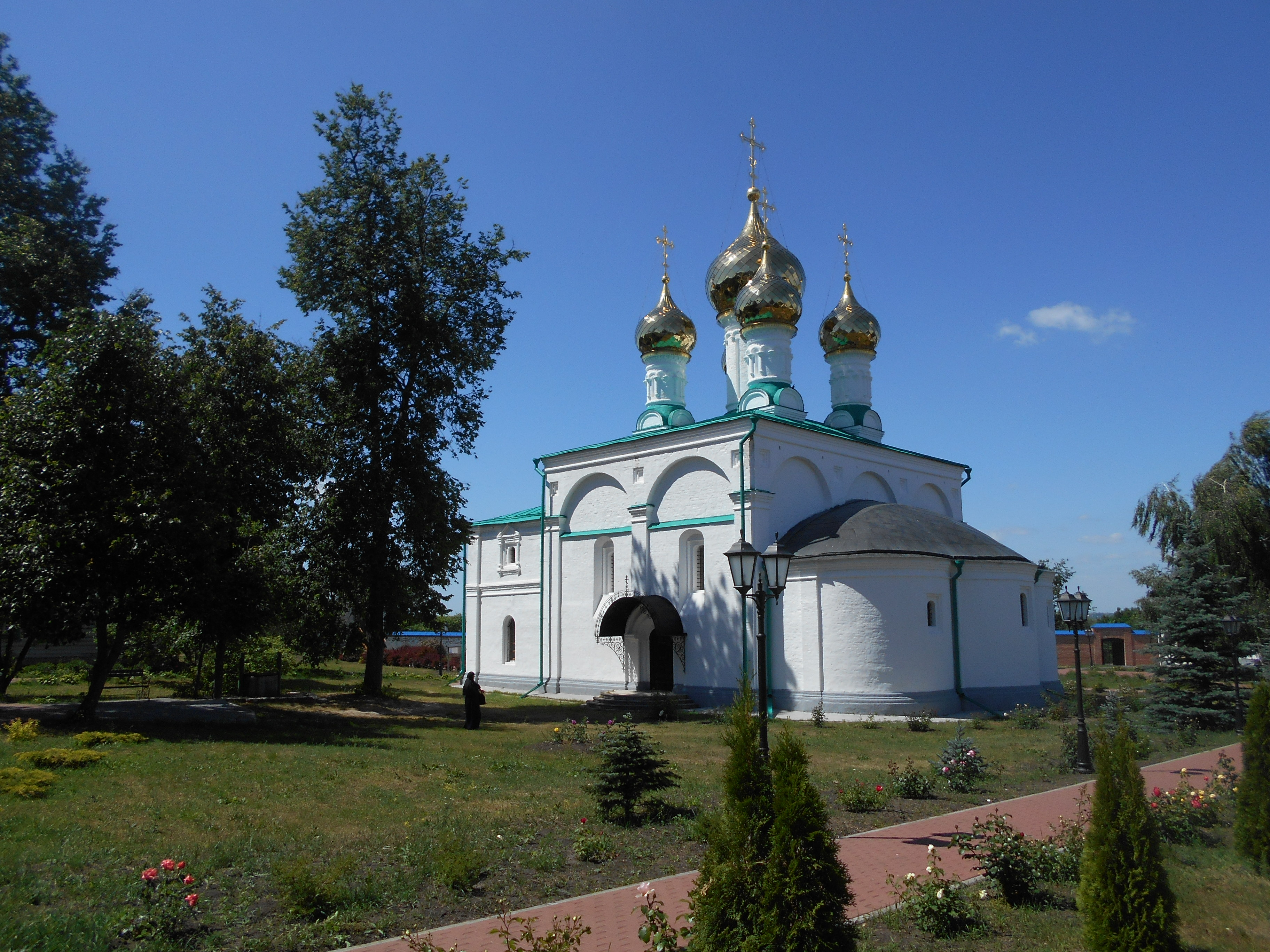
Собор Рождества Пресвятой Богородицы
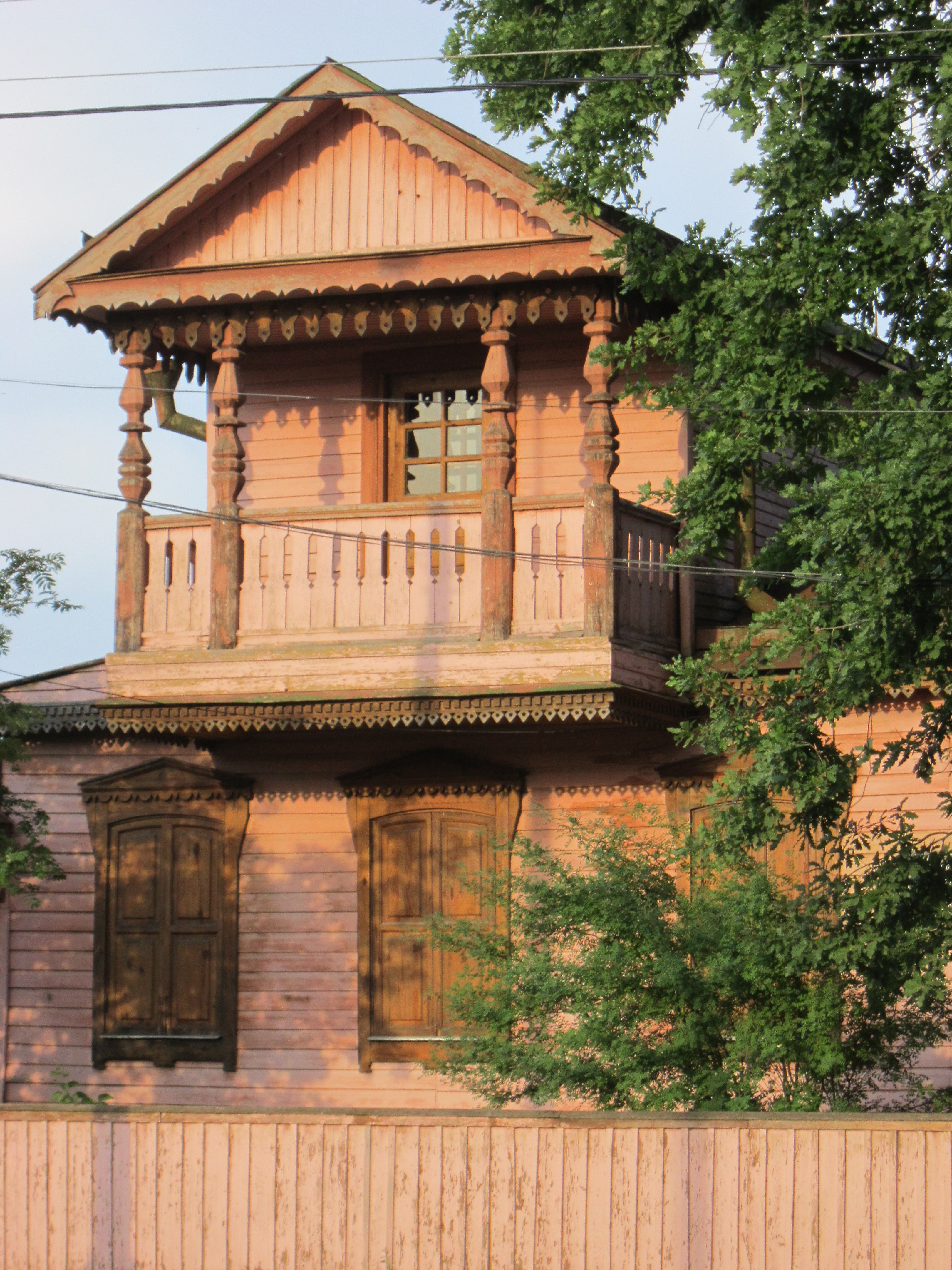
Дом И. П. Пожалостина
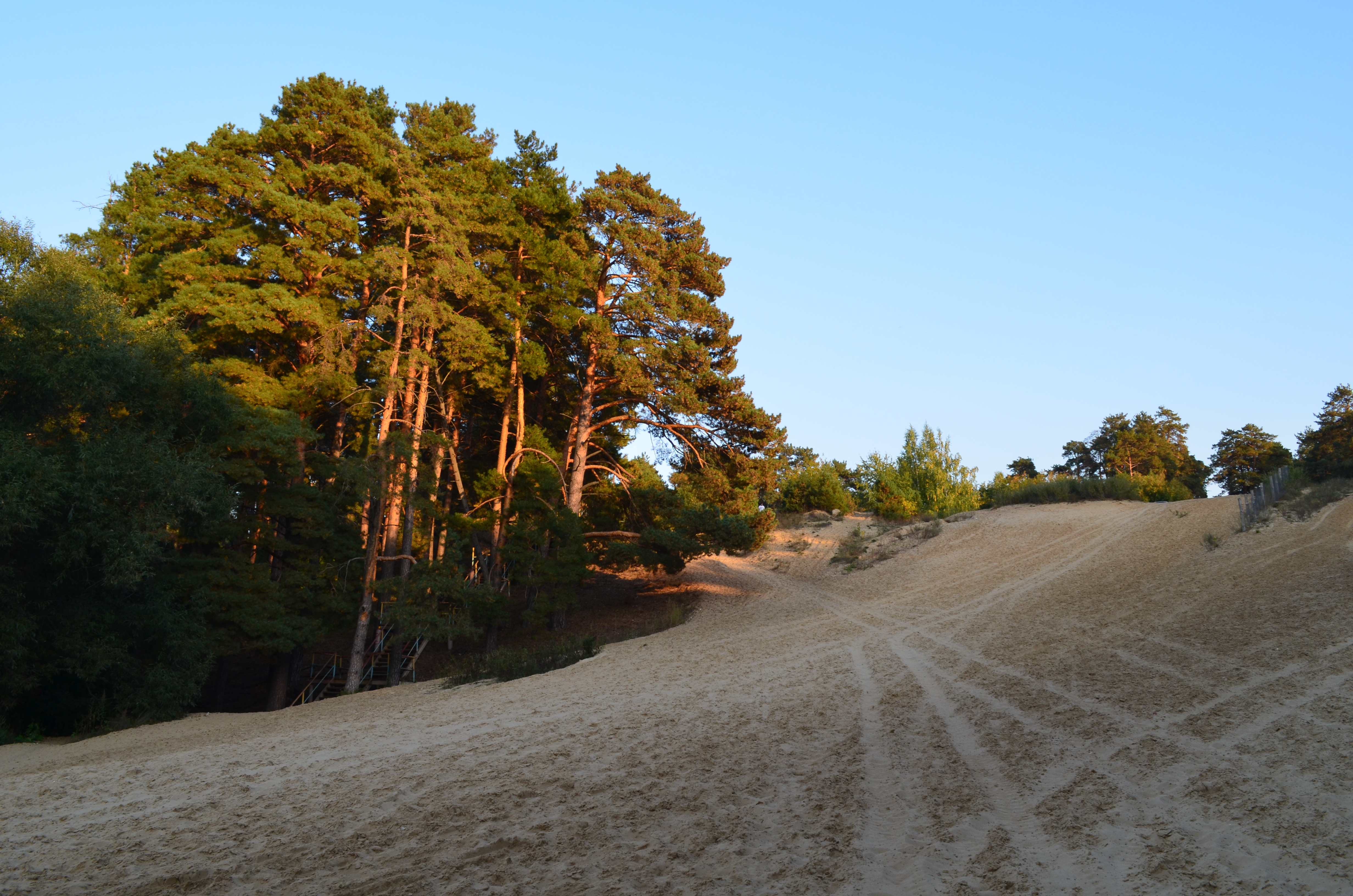
Лысая гора
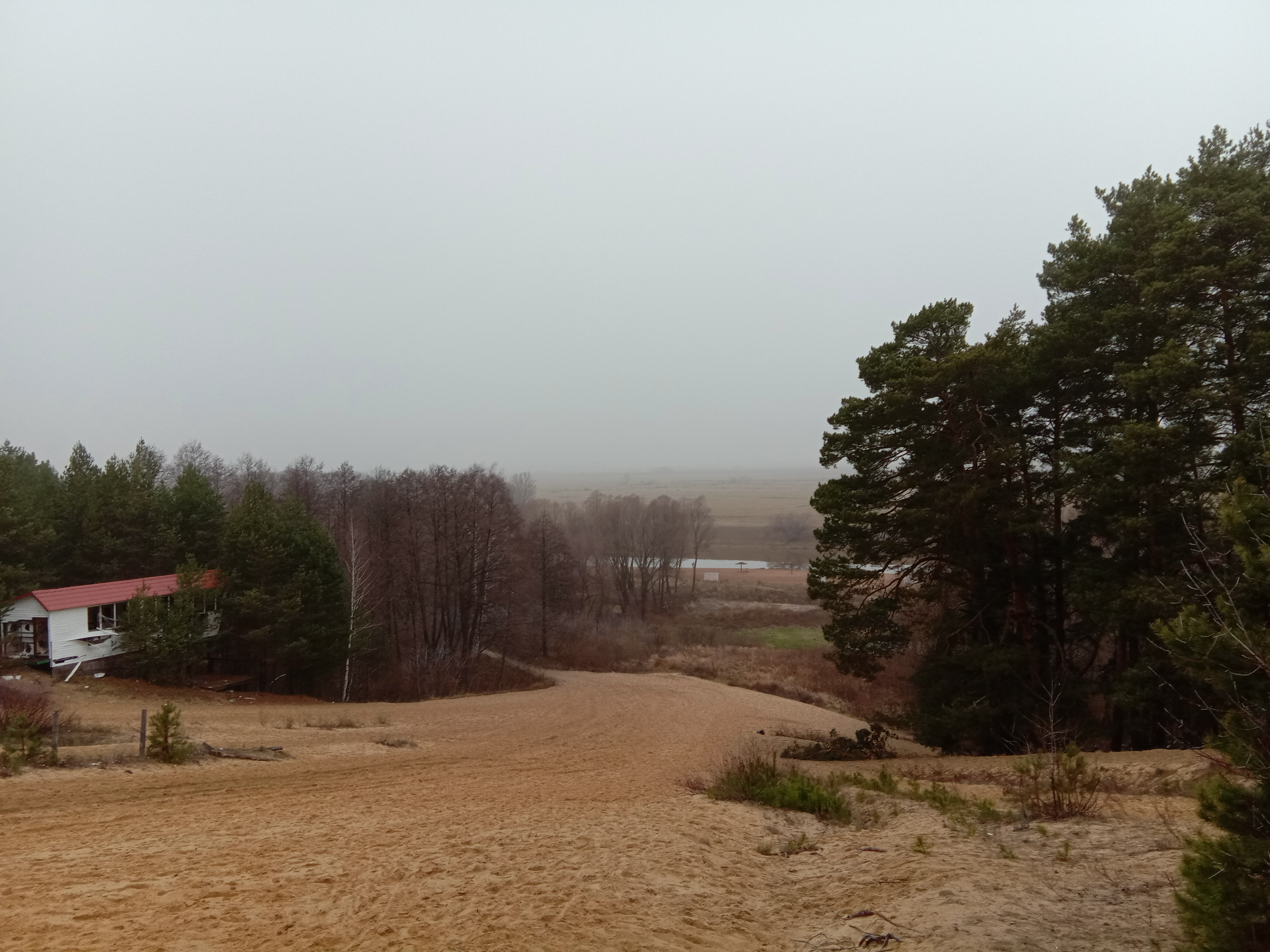
Обзор с Лысой горы
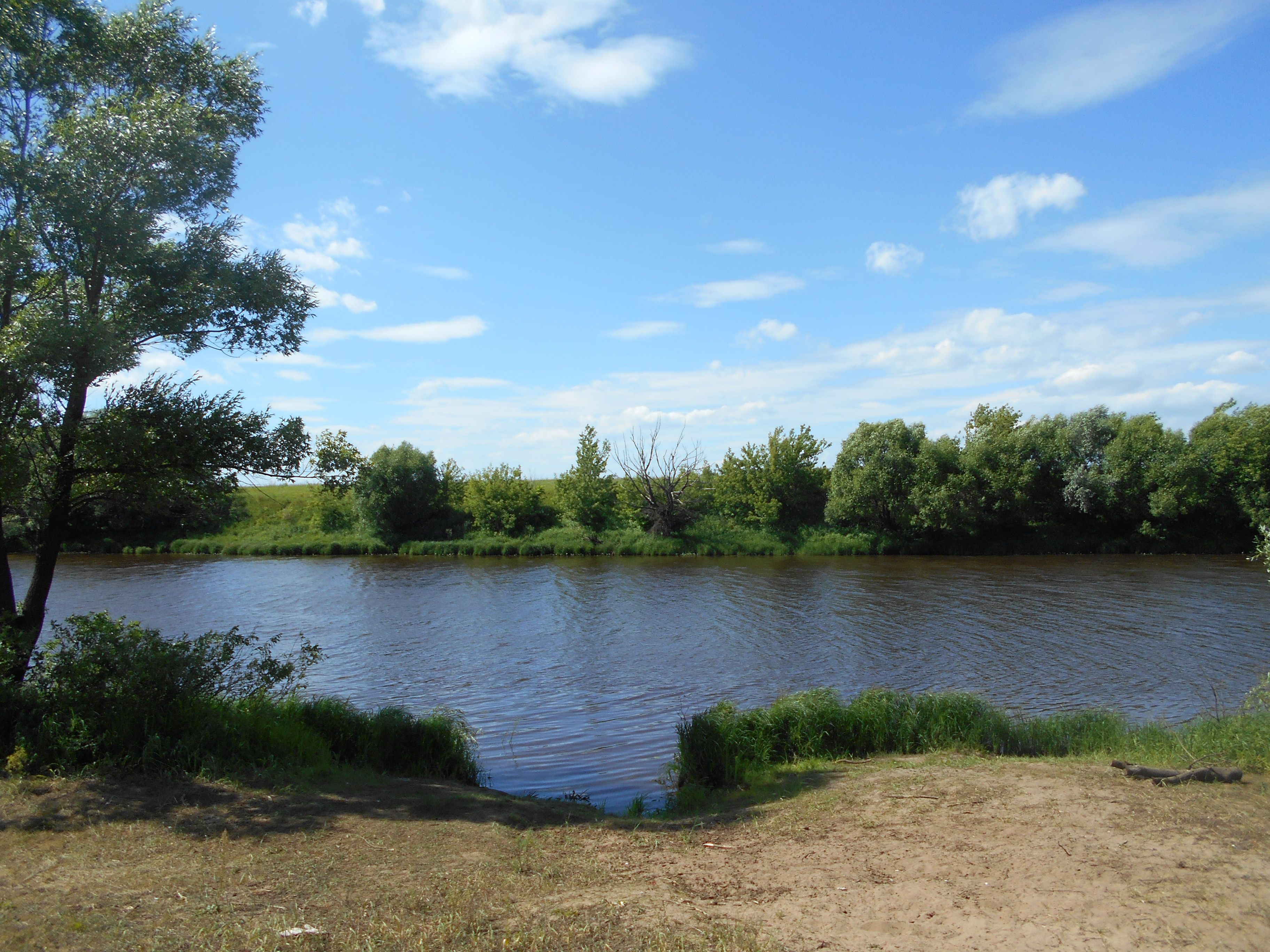
Старица Оки
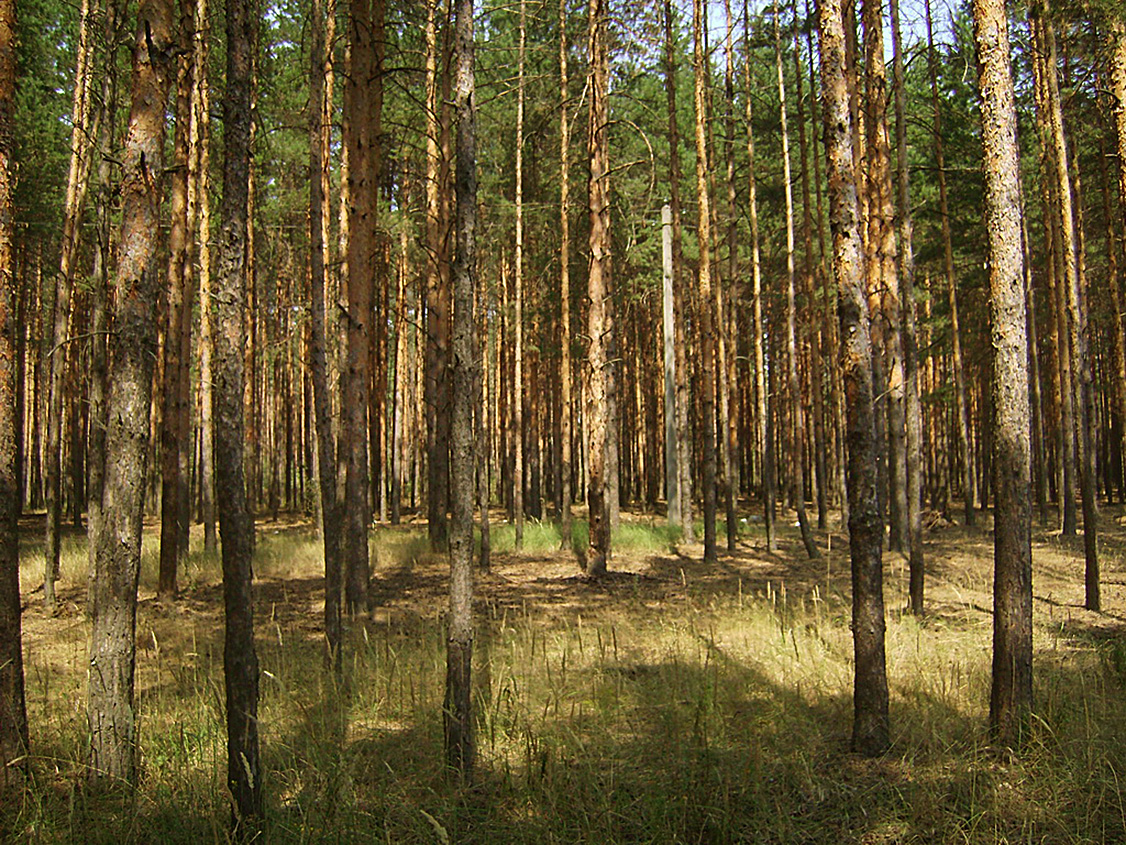
Сосновый бор
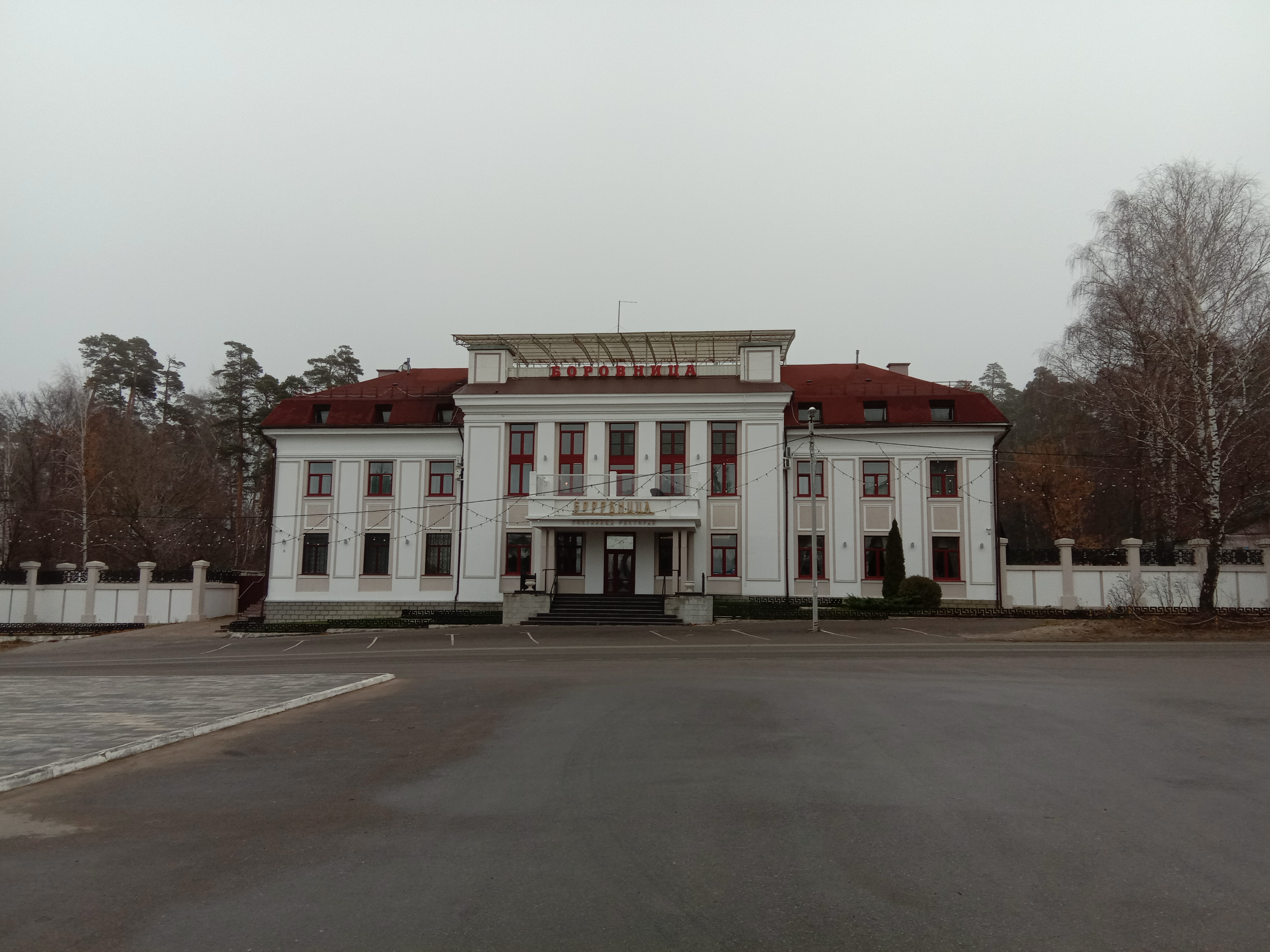
Гостиница Боровница